# ラヴァーズ・ロック (ピチカート・ファイヴの曲)
「ラヴァーズ・ロック」（lovers rock）は、1990年6月21日に発売されたピチカート・ファイヴ通算3作目のシングル。ピチカート・ファイヴとして、初の8センチCDシングル（短冊形）。

## 解説
「ラヴァーズ・ロック」は『月面軟着陸』完成後間もなく、CBS・ソニー（当時）が初めてCMタイアップを取り付けたソニー時代唯一のシングルで、3代目ボーカリストの野宮真貴加入後、最初の作品。小西康陽によれば、ベスト・アルバム『ANTIQUE 96』収録に際してマッド・プロフェッサーがリミックスを手がけた事に触れ、この曲は彼のARIWAレーベルのサウンドを強く意識して作った曲だったと記している。この曲は、後に『超音速のピチカート・ファイヴ』とアルバム『女性上位時代』に、「TOKYO’S COOLEST SOUND」として改作・収録された。
「眠そうな二人」は、もとはアルバム『couples』収録曲で、『月面軟着陸』にて新録音したヴァージョンを小西と森岡徹也でリミックス。
両曲とも、後に『ANTIQUE 96』と『THE BAND OF 20TH CENTURY:Sony Music Years 1986-1990』（「ラヴァーズ・ロック」のライヴ・ヴァージョンも収録）それぞれのベスト・アルバムに収録された。

## 収録曲
1. ラヴァーズ・ロック lovers rock  –  (10'36")
  - 詞：小西康陽    曲：高浪慶太郎
  - JTチェロキーCMソング
2. 眠そうな二人 (authentic stylee) two sleepy people  –  (4'45")
詞・曲：小西康陽

## クレジット
| lovers rock                                        |
| *                                                  |
| two sleepy people                                  |
| *                                                  |
| cool summer cuts                                   |
| by                                                 |
| tokyo’s coolest combo                              |
| *                                                  |
| lovers rock〜lovers dub                            |
| featuring the voice of NOMIYA, maki                |
| and TAKANMI, keitaro                               |
| lovers mix by MIYAZAKI, izumi“DMX”                 |
| *                                                  |
| two sleepy people [authentic stylee]               |
| taken from their latest album                      |
| “soft landing on the moon”                         |
| and this is a new version                          |
| remixed by Tets MORIOKA                            |
| *                                                  |
| photography：KONISHI, yasuharu and SUGIMURA, junko |
| design：HIRASAWA, kazushige and KONISHI, yasuharu  |
| *                                                  |
| extended play-play LOUD                            |

## 7インチ・シングル

### 解説
CBS・ソニー期唯一のシングル曲を2018年、7インチ・シングルとして再発。小西康陽監修によるコンピレーション・アルバム『エース』シリーズから、アナログ化の要望が多かった田島貴男（ORIGINAL LOVE）がボーカルを務めた時代のアルバムから3曲を選りすぐった「女王陛下のピチカート・ファイヴep」と同時リリースされた。
本作は3代目ボーカリスト・野宮真貴が正式メンバーとして加入する以前にメイン・ヴォーカルで参加した最初のシングル。オリジナル・ヴァージョンの「ラヴァーズ・ロック」は10分を超える楽曲であるため、小西自身によるエディットで「ラヴァーズ・ロック -7"edit-」をA面、「ラヴァーズ・ロック -Version-」をB面に、それぞれ収録。

### パッケージ、アートワーク
バーニー・グランドマンによる2018カッティング、オランダのレコード・インダストリー社でのプレス。スリーブは国内で制作・製造されたものが使われた完全生産限定盤。
ジャケットはオリジナルCDシングルのデザインを生かし、小西によるアレンジが加えられたA式特殊加工シングルジャケット。
レーベル・デザインはオリジナル・CDシングルのレーベルからトレースしたものを使用。「女王陛下のピチカート・ファイヴep」および、2017年リリースの「カップルズep」と「ベリッシマep」は、いずれもレコード盤の中心がLPレコードと同じサイズのEP盤だが、本作のみ中心の穴が大きく開いたドーナツ盤となっている。
またA面/B面とも、盤の内周部にマトリクス番号のほか、バーニー・グランドマンによるレコード番号と“BG”の刻印がある。

### 収録曲

#### A
1. ラヴァーズ・ロック -7"edit-  –  (4'45")
詞：小西康陽     曲：高浪慶太郎

#### B
1. ラヴァーズ・ロック -Version-  –  (4'37")
曲：高浪慶太郎

### クレジット
| lovers rock                                         |
| *                                                   |
| lovers rock                                         |
| featuring the voice of NOMIYA, maki                 |
| and TAKANMI, keitaro                                |
| lovers mix by MIYAZAKI, izumi“DMX”                  |
| *                                                   |
| photography : KONISHI, yasuharu and SUGIMURA, junko |
| design : HIRASAWA, kazushige and KONISHI, yasuharu  |
| *                                                   |
| extended play-play LOUD                             |
|                                                     |

| - lovers rock - Pizzicato Five 2018                                      |
|                                                                          |
| Cutting Engineer : Bernie Grundman (Bernie Grundman Mastering Hollywood) |
| Vinyl Disc Pressing : RECORD INDUSTRY (Holland)                          |

## リリース日一覧
| 地域 | タイトル           | リリース日    | レーベル                                      | 規格               | カタログ番号 | 備考                                                                   |
| ---- | ------------------ | ------------- | --------------------------------------------- | ------------------ | ------------ | ---------------------------------------------------------------------- |
| 日本 | ラヴァーズ・ロック | 1990年6月21日 | CBS/SONY                                      | 8cmCDシングル      | CSDL 3131    | 包装フィルムに“JTチェロキーCMソング”と明記されたステッカーが貼られる。 |
| 日本 | ラヴァーズ・ロック | 2018年5月16日 | GREAT TRACKS / Sony Music Direct (Japan) Inc. | 7"シングルレコード | MHKL 13      | 完全生産限定盤。                                                       |